# بیماری ارهاش
بیماری اِرهاش (که به نام‌های هم‌ایمن‌سازی رزوس، بیماری اِرهاش (دی)، و بیماری بچه آبی نیز شناخته‌می‌شود) نوعی بیماری همولیتیک جنین و نوزاد (HDFN) است. نام درستی که هم‌اکنون برای آن کار می‌رود، بیماری همولیتیک جنین و نوزاد ناشی از پادتن‌های ضد دی است؛ چرا که سیستم گروه خونی اِرهاش در واقع بیش از 50 آنتی‌ژن و نه فقط آنتی‌ژن دی را دربرمی‌گیرد. این بیماری پیش از کشف گلوبولین ایمنی anti-Rho(D) شایع‌ترین نوع HDFN بود؛ طیفی از خفیف تا شدید دارد؛ و زنانی را که دارای گروه خونی منفی هستند، در حاملگی‌های دوم به بعد از همسران بیولوژیک دارای گروه خونی مثبت درگیر می‌کند.
به‌خاطر پیشرفت‌های متعدد در پزشکی نوین می‌توان از این بیماری با تزریق گلوبولین ایمنی anti-Rho(D) (روگام) حین بارداری و در اوّلین فرصت پس از وضع حمل پیشگیری کرد. بدین‌سان با کاهش موفقیت‌آمیز این بیماری، امروزه پادتن‌های دیگری به‌عنوان علل شایع HDFN مطرح هستند.

## نشانه‌ها
شامل: مایع آمنیوتیک مایل به زرد؛ بزرگی طحال، کبد و یا قلب؛ و گردآمدن مایع در شکم جنین.

## مراجع
1. ↑  "Rh Disease". The Children's Hospital of Philadelphia (به انگلیسی). 2014-08-23. Retrieved 2021-11-21.{{cite web}}:  نگهداری CS1: url-status (link)